# Yang Zhenduo
Yang Zhenduo (tradizionale: 楊振鐸, semplificato: 杨振铎; Pechino, 1926 – 7 novembre 2020) è stato un artista marziale cinese, rappresentante del Taijiquan Stile Yang.

## Biografia
Terzo figlio di Yang Chengfu, Yang Zhenduo portò avanti le aspirazioni dei suoi avi, dedicando sé stesso a rendere popolare e diffondere il Taijiquan stile Yang.
Dai primi anni sessanta visse a Taiyuan, nella provincia dello Shanxi (Cina - RPC), dove insegnò Taijiquan.
Nel 1982 fondò l'Associazione Taijiquan stile Yang della provincia dello Shanxi, ora con decine di migliaia di studenti nella sola provincia.
Yang Zhenduo pubblicò un'edizione inglese del suo libro intitolata Taijiquan stile Yang, e una edizione cinese intitolata 太极拳,剑,刀 (Taijiquan stile Yang, spada e sciabola). Girò anche una serie di video didattici Taijiquan stile Yang (edizione per l'estero, 1990) e Taijiquan, spada e sciabola (1996), prodotti da China Sports Publishers.
Yang Zhenduo ebbe due figli maschi, Yang Daofang (nato nel 1947),  Yang Defang (nato nel 1952). Il 29 ottobre 1998, Yang Zhenduo e suo nipote Yang Jun fondarono l'International Yang Style Tai Chi Chuan Association a Seattle, Washington (USA).